# Годен к нестроевой
«Годен к нестроевой» — советский чёрно-белый художественный фильм о Великой Отечественной войне, поставленный на киностудии «Беларусьфильм» в 1968 году режиссёрами Владимиром Роговым и Ефимом Севелой.
Премьера фильма в СССР состоялась в октябре 1968 года.

## Сюжет
Володя Данилин, новобранец с вердиктом медкомиссии «годен к нестроевой службе» (вероятно, потому, что носил очки), попадает на фронт и поступает в распоряжение старшины отделения связи Качуры. Старшина назначает его в гужевой транспортный цех. С не имевшим до этого момента опыта обращения с лошадьми Володей начинают происходить курьёзные происшествия, но постепенно он становится настоящим профессионалом и хорошим солдатом…
Отличился он тем, что привёл от немцев раненого коня, который оказался цирковым.

## В ролях
- Виктор Перевалов — Володя Данилин
- Михаил Пуговкин — старшина Качура
- Борис Гитин — Пашка Фомин
- Алексей Чернов — Самохин
- Любовь Румянцева — Лена Королёва
- Евгений Кузнецов — полковник
- Кахи Кавсадзе — Схирладзе
- В титрах не указаны:
- Алексей Миронов — фельдшер
- Геннадий Овсянников — солдат
- Игорь Комаров — солдат
- Владимир Кудревич — эпизод

## Съёмочная группа
- Автор сценария — Ефим Севела
- Постановка — Владимир Роговой, Ефим Севела
- Главный оператор — Виталий Николаев
- Художник — Вячеслав Кубарев
- Режиссёры — Д. Нижниковская, Ю. Филин
- Оператор — Л. Пекарский
- Композитор — Рафаил Хозак
- Звукооператор — Василий Дёмкин
- Текст песни — Евгений Агранович
- Художник по костюмам — Алла Грибова
- Грим — Софии Михлиной
- Монтаж — Валентины Хантеевой
- Редактор — Марта Пятигорская
- Ассистенты:
  - режиссёра — Р. Мирский, Р. Шаталова, Е. Шляпентох
  - оператора — Б. Насимов, В. Сущенко
  - художника — Ю. Коровкин, И. Окулич
- Комбинированные съёмки:
  - Художник — В. Васильев
  - Оператор — С. Черкасов
- Военный консультант — генерал-майор Е. Кузьменко
- Лошадей конно-спортивного эскадрона ЦСКА готовил к съёмкам Заслуженный тренер СССР подполковник Н. Ситько
- Государственный симфонический Оркестр кинематографии
  - Дирижёр — Эмин Хачатурян
- Директора картины — Валентин Поршнев, Л. Щеглов
- Заместитель директора — М. Топ

## Награды
- 1969 — диплом за лучший фильм для молодежи на военно-патриотическую тему на Кинофестивале республик Прибалтики, Белоруссии и Молдавии в Минске.